# Then I Kissed Her
«Then I Kissed Her» es una canción que al principio fue escrita por Phil Spector, Ellie Greenwich y Jeff Barry como «Then He Kissed Me», que fue un éxito de la mano de The Crystals. La canción fue expresada con otras palabras al título de «Then I Kissed Her» cuando fue grabada por la banda estadounidense The Beach Boys.

## Características
La canción cuenta con Al Jardine con la voz principal y con la producción de Brian Wilson. Se editó en sencillo en abril de 1967 en el Reino Unido, donde alcanzó el cuarto puesto. El lado B del sencillo era «Mountain of Love», una canción de 1965 extraída de Beach Boys’ Party! «Then I Kissed Her» fue publicado en sencillo en varios países como en Francia y Alemania, pero nunca fue publicado en los Estados Unidos.

## Publicaciones
Esta canción fue incluida en el álbum Summer Days (and Summer Nights!!), fue compilada en álbumes como 20 Golden Greats, el británico Summer Dreams de 1990, en el box set Good Vibrations: Thirty Years of The Beach Boys en 1993, en el The Very Best of The Beach Boys de 2001, en el álbum inglés Platinum Collection: Sounds of Summer Edition de 2005, en Covered by The Beach Boys de 2006 y en The Warmth of the Sun del año 2007.

## Músicos
- Al Jardine - voz principal
- Mike Love - vocal
- Ron Swallow - pandereta
- No se sabe - castañuelas
- Brian Wilson - piano, bajo, vocal
- Carl Wilson - guitarra, vocal
- Dennis Wilson - batería, vocal